# Whyte and Mackay

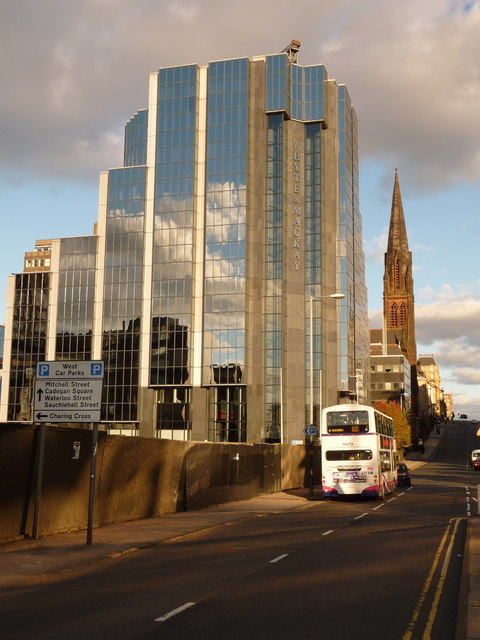
Ehemaliger Hauptsitz von Whyte & Mackay in Glasgow

Whyte & Mackay (auch: Whyte & Mackay, W & M; engl. Whyte and Mackay Ltd) ist ein schottisches Unternehmen, das mit Spirituosen handelt, hauptsächlich mit Whisky der gleichnamigen Marke.

## Geschichte
Whyte & Mackay wurde 1881 von James Whyte und Charles Mackay in Glasgow gegründet. Das auf den Produkten angegebene Gründungsjahr 1844 bezieht sich auf eine andere Firma, für welche die Gründer zuvor tätig gewesen waren. Erstes Produkt war der gleichnamige Blended Whisky, der hauptsächlich exportiert wurde und erst nach dem Zweiten Weltkrieg in Großbritannien selbst erhältlich war. Seit 1960 gehört Dalmore zum Unternehmen.
Im Laufe der Zeit fanden überdurchschnittlich häufige Besitzerwechsel statt. In den 1970er Jahren erfolgte der Kauf der Destillerien Fettercairn und Tomintoul. Nach zwei weiteren Besitzerwechseln ging Whyte & Mackay 1990 an American Brands (heute Fortune Brands), zu welchem zu der Zeit auch Jim Beam gehörte. Unter deren Ägide wurde 1993 die Invergordon Distillers Ltd inklusive der Brennereien Bruichladdich, Tullibardine, Isle of Jura und Tamnavulin aufgekauft. Tomintoul wurde im Jahr 2000 and Angus Dundee Distillers verkauft, Tullibardine im Jahr 2003 für 1,1 Mio. Pfund an ein Betreiberkonsortium. Das Unternehmen lief von 1997 bis 2001 unter dem Namen Jim Beam Brands (Greater Europe). Es folgte ein Buy-out, nach welchem das Unternehmen kurzzeitig unter dem Namen Kyndal Group firmierte. Von 2007 bis 2014 gehörte das Unternehmen zur indischen United Spirits. Deren Muttergesellschaft United Breweries Group ist im Besitz des indischen Milliardärs Vijay Mallya. 2013 übernahm Diageo Whyte & Mackay. Am 31. Oktober 2014 erfolgte aus kartellrechtlichen Gründen der Verkauf an die philippinische Alliance Global Group.

## Tochterunternehmen
Ein Tochterunternehmen von Whyte & Mackay ist Invergordon Distillers. Dieses besitzt wiederum John E. McPherson & Co (gegründet 1857 in Edinburgh), welches den Blended Scotch Cluny vertreibt. Auch das Unternehmen Fraser & Co gehört zu Whyte & Mackay.

## Sponsoring
Von 2008 bis 2011 trat Whyte & Mackay als Wettbewerbssponsor der Premier League Darts auf. Das aktuelle Sponsoring umfasst das Formel-1-Team Force India, den schottischen Fußballverein Hibernian Edinburgh und die indische Cricketmannschaft Royal Challengers Bangalore (Stand: 2013). Der Automobil-Rennfahrer Paul di Resta ist offizieller „Global Ambassador“ der Marke Whyte & Mackay.

## Marken
Das Unternehmen ist stark im Bereich Whisky verankert. Bekanntester Repräsentant der Firma ist der Whisky-Master-Blender Richard Paterson.

### Whisky

#### Destillerien / Single Malts
- Dalmore[11]
- Fettercairn[12]
- Invergordon
- Isle of Jura[13]
- Tamnavulin

#### Blends
- Whyte & Mackay Blend, Herzstück stammt von Dalmore[1]
- The Claymore, seit 1986[6][14]
- Cluny,[9] v. a. USA
- Glen Eagle,[6] v. a. Ostafrika[15]
- Highland Pride[6]
- John Barr[6][16]
- Mackinlay’s[6][17]
- Northern Scot[6]
- Old Mull[6][10]
- Stewart’s Finest Old[6]

### Andere Spirituosen
- Glayva (Likör)
- Vladivar Vodka (Wodka)